# Gabriel Quiñones
Gabriel Quiñones Sánchez (20 ottobre 1994) è un pallavolista portoricano, nel ruolo di palleggiatore.

## Carriera

### Club
La carriera di Gabriel Quiñones inizia nella lega universitaria NCAA Division I, alla quale partecipa dal 2014 al 2017 con la IPFW. Dopo un lungo periodo di inattività, torna in campo a livello professionistico, disputando la NVA 2021 e 2022 con i Texas Tyrants. In seguito viene ingaggiato dai Cafeteros de Yauco per partecipare alla Liga de Voleibol Superior Masculino 2022, insignito del premio come miglior esordiente (a parimerito con Geraldo Rivera); dopo aver iniziato la Liga de Voleibol Superior Masculino 2023 sempre con la franchigia di Yauco, viene svincolato nel corso dell'annata. 

## Palmarès

### Premi individuali
- 2022 - Liga de Voleibol Superior Masculino: Miglior esordiente